# Мюльталь
Мюльталь (нім. Mühltal) — громада в Німеччині, знаходиться в землі Гессен. Підпорядковується адміністративному округу Дармштадт. Входить до складу району Дармштадт-Дібург.
Площа — 25,34 км2. Населення становить 13 918 ос. (станом на 31 грудня 2020).